# Sphiggurus spinosus
Sphiggurus spinosus é uma espécie de roedor da família Erethizontidae.
Pode ser encontrado no Brasil, Paraguai, Argentina e Uruguai.